# Slowfox
Slowfox (též Slow Foxtrot) je „nedbale elegantní“ standardní tanec původem z Velké Británie – nejtypičtější tanec anglického stylu. Jedná se o postupový tanec, to znamená, že se taneční pár snaží utančit co nejdelší dráhu bez pomoci opakovaných obratů.
Tančí se na čtyři doby (4/4) s důrazem na 1. a 3. dobu, 28–30 taktů za minutu. Využívá plynulého kyvadlového švihového pohybu. Tančí se na soutěžích ve společenských tancích. Z důvodu jeho obtížnosti se učí až ve vyšších úrovních tanečních kurzů (většinou ani ne v pokračovacích, ale až speciálních a vyšších).

## Taneční schéma
Slowfox, pokládaný za nejtěžší tanec na světě, má velmi jednoduché základní taneční schéma - spojení Pérového kroku a Trojkroku, tedy dvou základních figur. Toto spojení dohromady obsahuje šest kroků, při nichž muž tančí vpřed a dáma vzad, kroky jsou v rytmizaci volně, volně, rychle rychle, volně, volně, rychle rychle (tj. slow slow quick quick, slow slow quick quick)